# Возрождение (Воронежская область)
Возрождение — поселок в Эртильском районе Воронежской области России.
Входит в состав Первомайского сельского поселения.

## География
В поселке имеются три улицы — Ленина, Луговая и Тихая.

## Население
| 2000 | 2010 |
| ---- | ---- |
| 170  | ↘79  |